# Coutaportla ghiesbreghtiana
Coutaportla ghiesbreghtiana là một loài thực vật có hoa trong họ Thiến thảo. Loài này được (Baill.) Urb. mô tả khoa học đầu tiên năm 1923.